# Giro d'Italia 1987
Il Giro d'Italia 1987, settantesima edizione della "Corsa Rosa", si svolse in ventidue tappe precedute un cronoprologo iniziale dal 21 maggio al 13 giugno 1987, per un percorso totale di 3 915 km.
Fu vinto dall'irlandese Stephen Roche, che si aggiudicò una delle edizioni più dure – con undici tappe di montagna e cinque prove a cronometro – e allo stesso tempo controverse del Giro, per via dell'acceso duello con la maglia rosa uscente e compagno di squadra Roberto Visentini. La rivalità fra i due deflagrò durante la corsa, stravolgendo i rapporti in seno alla Carrera Jeans, con ordini di squadra disattesi, alleanze trasversali nel gruppo e atti deplorevoli compiuti dai tifosi lungo il percorso.
Venne trasmesso in TV da Raiuno e in radio da Rai Radio1.

## Tappe
| Tappa  | Data      | Percorso                                      | km    | Vincitore di tappa    | Leader cl. generale |
| ------ | --------- | --------------------------------------------- | ----- | --------------------- | ------------------- |
| prol.  | 21 maggio | Sanremo > Sanremo (cron. individuale)         | 4     | Roberto Visentini     | Roberto Visentini   |
| 1ª-1ª  | 22 maggio | Sanremo > San Romolo                          | 31    | Erik Breukink         | Erik Breukink       |
| 1ª-2ª  | 22 maggio | Poggio > Sanremo (cron. individuale)          | 8     | Stephen Roche         | Erik Breukink       |
| 2ª     | 23 maggio | Imperia > Borgo Val di Taro                   | 242   | Moreno Argentin       | Erik Breukink       |
| 3ª     | 24 maggio | Lerici > Lido di Camaiore (cron. a squadre)   | 43    | Carrera-Vagabond      | Stephen Roche       |
| 4ª     | 25 maggio | Camaiore > Montalcino                         | 203   | Moreno Argentin       | Stephen Roche       |
| 5ª     | 26 maggio | Montalcino > Terni                            | 208   | Eddy Planckaert       | Stephen Roche       |
| 6ª     | 27 maggio | Terni > Monte Terminillo                      | 134   | Jean-Claude Bagot     | Stephen Roche       |
| 7ª     | 28 maggio | Rieti > Roccaraso                             | 205   | Moreno Argentin       | Stephen Roche       |
| 8ª     | 29 maggio | Roccaraso > San Giorgio del Sannio            | 168   | Paolo Rosola          | Stephen Roche       |
| 9ª     | 30 maggio | San Giorgio del Sannio > Bari                 | 257   | Urs Freuler           | Stephen Roche       |
| 10ª    | 31 maggio | Bari > Termoli                                | 210   | Paolo Rosola          | Stephen Roche       |
|        | 1º giugno | giorno di riposo                              |       |                       |                     |
| 11ª    | 2 giugno  | Giulianova > Osimo                            | 245   | Robert Forest         | Stephen Roche       |
| 12ª    | 3 giugno  | Osimo > Bellaria                              | 197   | Guido Bontempi        | Stephen Roche       |
| 13ª    | 4 giugno  | Rimini > San Marino (SMR) (cron. individuale) | 46    | Roberto Visentini     | Roberto Visentini   |
| 14ª    | 5 giugno  | San Marino (SMR) > Lido di Jesolo             | 260   | Paolo Cimini          | Roberto Visentini   |
| 15ª    | 6 giugno  | Lido di Jesolo > Sappada                      | 224   | Johan van der Velde   | Stephen Roche       |
| 16ª    | 7 giugno  | Sappada > Canazei                             | 211   | Johan van der Velde   | Stephen Roche       |
| 17ª    | 8 giugno  | Canazei > Riva del Garda                      | 206   | Marco Vitali          | Stephen Roche       |
| 18ª    | 9 giugno  | Riva del Garda > Trescore Balneario           | 213   | Giuseppe Calcaterra   | Stephen Roche       |
| 19ª    | 10 giugno | Trescore Balneario > Madesimo                 | 160   | Jean-François Bernard | Stephen Roche       |
| 20ª    | 11 giugno | Madesimo > Como                               | 156   | Paolo Rosola          | Stephen Roche       |
| 21ª    | 12 giugno | Como > Pila                                   | 252   | Robert Millar         | Stephen Roche       |
| 22ª    | 13 giugno | Aosta > Saint-Vincent (cron. individuale)     | 32    | Stephen Roche         | Stephen Roche       |
| Totale | Totale    | Totale                                        | 3 915 |                       |                     |

## Squadre e corridori partecipanti
| N.    | Cod. | Squadra                |
| ----- | ---- | ---------------------- |
| 1-9   | CAR  | Carrera-Vagabond       |
| 11-19 | ATA  | Atala-Ofmega           |
| 21-29 | ECO  | Bruciatori Ecoflam-BFB |
| 31-39 | ARI  | Ariostea               |
| 41-49 | DEL  | Del Tongo-Colnago      |
| 51-59 | FAG  | Fagor-MBK              |
| 61-69 | FIB  | Fibok-Alba Cucine      |
| 71-79 | GEW  | Gewiss-Bianchi         |
| 81-89 | GIS  | Gis Gelati-Jollyscarpe |
| 91-99 | TVM  | Hoonved-Transvemij     |

| N.      | Cod. | Squadra                           |
| ------- | ---- | --------------------------------- |
| 101-109 | MAG  | Magniflex-Centroscarpa            |
| 111-119 | CJR  | Orbea-Caja Rural                  |
| 121-129 | PAI  | Paini-Sidi                        |
| 131-139 | PAN  | Panasonic-Isostar                 |
| 141-149 | REM  | Remac-Fanini                      |
| 151-159 | ROL  | Roland-Grana Padano               |
| 161-169 | SEL  | Selca-Thermomec-Conti-Galli       |
| 171-179 | BRI  | Supermercati Brianzoli-Chat. d'Ax |
| 181-189 | ZAH  | Tokke-Zahor Chocolates            |
| 191-199 | TOS  | Toshiba-Look-La Vie Claire        |

## Resoconto degli eventi

Roche in maglia rosa

Roberto Visentini, vincitore del Giro 1986, e il suo compagno di squadra alla Carrera Stephen Roche, reduce da una buona primavera e vincitore pochi giorni prima del Tour de Romandie, si dividevano i favori del pronostico alla vigilia della corsa. Rientravano comunque nel listino dei candidati al successo anche Giuseppe Saronni, Jean-François Bernard, Phil Anderson, Robert Millar e Moreno Argentin. Mancava invece Francesco Moser, infortunatosi in una caduta tre giorni prima del via: lo sostituì, tra le file della Supermercati Brianzoli-Chateau d'Ax, lo svizzero Hubert Seiz.
Roberto Visentini conquistò la prima maglia rosa aggiudicandosi il prologo di Sanremo. L'indomani dovette cedere la leadership al giovane olandese Erik Breukink, vincitore nella breve semitappa di San Romolo; nello stesso giorno Roche fece sua la cronodiscesa del Poggio a Sanremo, e quando la Carrera prevalse nella cronometro a squadre, andò ad indossare la maglia di leader davanti a Visentini. Il simbolo del primato fu sulle spalle dell'irlandese per dieci giorni (da segnalare tre successi di tappa per Argentin), prima che Visentini tornasse a vestire di rosa dopo aver dominato la cronometro di San Marino. Nell'occasione Roche pagò un distacco importante (2'47"), scivolando al secondo posto in classifica, a 2'42" dal compagno di squadra: il direttore sportivo della Carrera Davide Boifava nominò così Visentini capitano, assicurandogli l'appoggio dei gregari. Roche, nonostante il distacco, era però intenzionato a tutelare i propri interessi (così dirà in seguito) e a riprendersi la maglia.
Il 6 giugno, durante la quindicesima tappa, dal Lido di Jesolo a Sappada, l'irlandese andò all'attacco, per due volte, contravvenendo alle direttive del ds Boifava. Prima tentò la fuga, insieme a Ennio Salvador, sulla discesa della Forcella di Monte Rest, venendo ripreso dopo circa 45 chilometri; poco dopo allungò nuovamente, questa volta insieme a Jean-François Bernard, presto seguito da altri big come Phil Anderson, Marino Lejarreta, Johan van der Velde. I gregari della Carrera, tutti eccetto il solo Eddy Schepers, si misero allora a tirare per riprendere Roche e difendere il capitano designato. Il ricongiungimento non avvenne, anzi Visentini andò in crisi di fame nella salita verso Cima Sappada: al termine della frazione accusò un distacco pesante, 6'50" dal vincitore Van der Velde e 5'54" da Roche, e perse la maglia rosa proprio a favore del compagno di squadra. Visentini accusò allora l'irlandese di tradimento, minacciando di farlo escludere dalla squadra; i tifosi italiani si schierarono con il campione uscente, e nelle tappe seguenti, con sputi, insulti e anche qualche pugno, manifestarono più volte il loro astio nei confronti del "traditore".
Il giorno dopo Sappada, Roche, pur senza l'aiuto dei compagni di squadra, riuscì a ottenere il sostegno dei corridori della Panasonic, capitanata dai suoi amici Robert Millar e Phil Anderson, e poté affrontare "scortato" la tappa dolomitica e la cruciale ascesa della Marmolada, rispondendo anche a due attacchi di Visentini. Negli ultimi giorni controllò quindi la corsa, legittimando il successo prima nella frazione di Pila, dove con Millar e Marino Lejarreta staccò di due minuti gli altri uomini di classifica, e poi con la vittoria nella cronometro conclusiva di Saint-Vincent. Proprio nella tappa di Pila Visentini si staccò e cadde, fratturandosi il polso: giunse comunque al traguardo, ma fu costretto al ritiro. Sul podio finale con Roche salirono due atleti della Panasonic, Robert Millar, staccato di 3'40", ed Erik Breukink, a 4'17". Per la seconda volta nella storia del Giro il podio parlò straniero (la prima nel 1972), con soli due italiani tra i primi dieci classificati.

## Evoluzione delle classifiche
| Tappa              | Vincitore             | Classifica generale Maglia rosa | Classifica a punti Maglia ciclamino | Classifica scalatori Maglia verde | Classifica miglior giovane Maglia bianca |
| ------------------ | --------------------- | ------------------------------- | ----------------------------------- | --------------------------------- | ---------------------------------------- |
| Prol.              | Roberto Visentini     | Roberto Visentini               | non assegnato                       | non assegnato                     | non assegnato                            |
| 1ª-1ª              | Erik Breukink         | Erik Breukink                   | Erik Breukink                       | Erik Breukink                     | Lech Piasecki                            |
| 1ª-2ª              | Stephen Roche         | Erik Breukink                   | Erik Breukink                       | Erik Breukink                     | Lech Piasecki                            |
| 2ª                 | Moreno Argentin       | Erik Breukink                   | Erik Breukink                       | Robert Millar                     | Lech Piasecki                            |
| 3ª                 | Carrera-Vagabond      | Stephen Roche                   | Erik Breukink                       | Robert Millar                     | Lech Piasecki                            |
| 4ª                 | Moreno Argentin       | Stephen Roche                   | Stephen Roche                       | Robert Millar                     | Lech Piasecki                            |
| 5ª                 | Eddy Planckaert       | Stephen Roche                   | Stephen Roche                       | Robert Millar                     | Lech Piasecki                            |
| 6ª                 | Jean-Claude Bagot     | Stephen Roche                   | Stephen Roche                       | Robert Millar                     | Tony Rominger                            |
| 7ª                 | Moreno Argentin       | Stephen Roche                   | Moreno Argentin                     | Robert Millar                     | Tony Rominger                            |
| 8ª                 | Paolo Rosola          | Stephen Roche                   | Moreno Argentin                     | Robert Millar                     | Tony Rominger                            |
| 9ª                 | Urs Freuler           | Stephen Roche                   | Moreno Argentin                     | Robert Millar                     | Tony Rominger                            |
| 10ª                | Paolo Rosola          | Stephen Roche                   | Paolo Rosola                        | Robert Millar                     | Tony Rominger                            |
| 11ª                | Robert Forest         | Stephen Roche                   | Paolo Rosola                        | Robert Millar                     | Tony Rominger                            |
| 12ª                | Guido Bontempi        | Stephen Roche                   | Paolo Rosola                        | Robert Millar                     | Tony Rominger                            |
| 13ª                | Roberto Visentini     | Roberto Visentini               | Paolo Rosola                        | Robert Millar                     | Tony Rominger                            |
| 14ª                | Paolo Cimini          | Roberto Visentini               | Paolo Rosola                        | Robert Millar                     | Tony Rominger                            |
| 15ª                | Johan van der Velde   | Stephen Roche                   | Paolo Rosola                        | Robert Millar                     | Tony Rominger                            |
| 16ª                | Johan van der Velde   | Stephen Roche                   | Paolo Rosola                        | Robert Millar                     | Tony Rominger                            |
| 17ª                | Marco Vitali          | Stephen Roche                   | Johan van der Velde                 | Robert Millar                     | Tony Rominger                            |
| 18ª                | Giuseppe Calcaterra   | Stephen Roche                   | Johan van der Velde                 | Robert Millar                     | Tony Rominger                            |
| 19ª                | Jean-François Bernard | Stephen Roche                   | Johan van der Velde                 | Robert Millar                     | Roberto Conti                            |
| 20ª                | Paolo Rosola          | Stephen Roche                   | Johan van der Velde                 | Robert Millar                     | Roberto Conti                            |
| 21ª                | Robert Millar         | Stephen Roche                   | Johan van der Velde                 | Robert Millar                     | Roberto Conti                            |
| 22ª                | Stephen Roche         | Stephen Roche                   | Johan van der Velde                 | Robert Millar                     | Roberto Conti                            |
| Classifiche finali | Classifiche finali    | Stephen Roche                   | Johan van der Velde                 | Robert Millar                     | Roberto Conti                            |

## Classifiche finali

### Classifica generale - Maglia rosa
| Pos. | Corridore           | Squadra    | Tempo      |
| ---- | ------------------- | ---------- | ---------- |
| 1    | Stephen Roche       | Carrera    | 102h33'55" |
| 2    | Robert Millar       | Panasonic  | a 3'40"    |
| 3    | Erik Breukink       | Panasonic  | a 4'17"    |
| 4    | Marino Lejarreta    | Orbea      | a 5'11"    |
| 5    | Flavio Giupponi     | Del Tongo  | a 7'42"    |
| 6    | Marco Giovannetti   | Gis Gelati | a 11'05"   |
| 7    | Phil Anderson       | Panasonic  | a 13'36"   |
| 8    | Peter Winnen        | Panasonic  | a 13'56"   |
| 9    | Johan van der Velde | Gis Gelati | a 13'57"   |
| 10   | Steve Bauer         | Toshiba    | a 14'41"   |

### Classifica a punti - Maglia ciclamino
| Pos. | Corridore           | Squadra    | Punti |
| ---- | ------------------- | ---------- | ----- |
| 1    | Johan van der Velde | Gis Gelati | 175   |
| 2    | Paolo Rosola        | Gewiss     | 171   |
| 3    | Stephen Roche       | Carrera    | 153   |
| 4    | Erik Breukink       | Panasonic  | 144   |
| 5    | Marino Lejarreta    | Orbea      | 110   |

### Classifica scalatori - Maglia verde
| Pos. | Corridore           | Squadra    | Punti |
| ---- | ------------------- | ---------- | ----- |
| 1    | Robert Millar       | Panasonic  | 97    |
| 2    | Jean-Claude Bagot   | Fagor-MBK  | 53    |
| 3    | Johan van der Velde | Gis Gelati | 32    |
| 4    | Roberto Pagnin      | Gewiss     | 26    |
| 4    | Marino Lejarreta    | Orbea      | 26    |

### Classifica giovani - Maglia bianca
| Pos. | Corridore        | Squadra   | Tempo      |
| ---- | ---------------- | --------- | ---------- |
| 1    | Roberto Conti    | Selca     | 106h00'33" |
| 2    | Jiří Škoda       | Ecoflam   | a 5'48"    |
| 3    | Rodolfo Massi    | Magniflex | a 14'22"   |
| 4    | Andreas Kappes   | Toshiba   | a 16'29"   |
| 5    | Stefano Tomasini | Remac     | a 20'59"   |

### Classifica a squadre
| Pos. | Squadra                    | Punti      |
| ---- | -------------------------- | ---------- |
| 1    | Panasonic-Isostar          | 315h25'24" |
| 2    | Carrera-Vagabond           | a 12'30"   |
| 3    | Gis Gelati-Jollyscarpe     | a 24'52"   |
| 4    | Del Tongo-Colnago          | a 27'31"   |
| 5    | Toshiba-Look-La Vie Claire | a 32'57"   |